# Ignacio Conti
Pas d'image ? Cliquez ici

a Compétitions nationales et continentales officielles uniquement.

b Matchs officiels uniquement.
Juan Ignacio Conti, né le 5 novembre 1977, est un joueur uruguayen de rugby à XV jouant au poste de deuxième ligne ou de numéro 8.

## Carrière

### En équipe nationale
Il honore sa première cape internationale en équipe d'Uruguay le 22 septembre 2000 contre l'équipe de Namibie.

## Palmarès
- 35 sélections en équipe d'Uruguay entre 2000 et 2009
- 9 essais (45 points)

En Coupe du monde : 
- Coupe du monde 2003 : 1 sélection (Samoa)